# Karel Hromádka
Karel Hromádka (nascut el 23 d'abril de 1887, a GrossWeikersdorf, (en alemany: Großweikersdorf) Àustria-Hongria - mort el 16 de juliol de 1956) fou un jugador d'escacs txec, dos cops campió de Txèquia, el 1913 i el 1921 (ex aequo). El 1922 estava en el top-30 mundial, al lloc 27è.
|  |

## Resultats destacats en competició
|   | a | b | c | d | e | f | g | h |   |
| 8 | a8 negres torre · b8 negres cavall · c8 negres alfil · d8 negres dama · e8 negres rei · f8 negres alfil · h8 negres torre · a7 negres peó · b7 negres peó · f7 negres peó · g7 negres peó · h7 negres peó · d6 negres peó · f6 negres cavall · c5 negres peó · d5 blanques peó · e5 negres peó · c4 blanques peó · f3 blanques cavall · a2 blanques peó · b2 blanques peó · e2 blanques peó · f2 blanques peó · g2 blanques peó · h2 blanques peó · a1 blanques torre · b1 blanques cavall · c1 blanques alfil · d1 blanques dama · e1 blanques rei · f1 blanques alfil · h1 blanques torre | a8 negres torre · b8 negres cavall · c8 negres alfil · d8 negres dama · e8 negres rei · f8 negres alfil · h8 negres torre · a7 negres peó · b7 negres peó · f7 negres peó · g7 negres peó · h7 negres peó · d6 negres peó · f6 negres cavall · c5 negres peó · d5 blanques peó · e5 negres peó · c4 blanques peó · f3 blanques cavall · a2 blanques peó · b2 blanques peó · e2 blanques peó · f2 blanques peó · g2 blanques peó · h2 blanques peó · a1 blanques torre · b1 blanques cavall · c1 blanques alfil · d1 blanques dama · e1 blanques rei · f1 blanques alfil · h1 blanques torre | a8 negres torre · b8 negres cavall · c8 negres alfil · d8 negres dama · e8 negres rei · f8 negres alfil · h8 negres torre · a7 negres peó · b7 negres peó · f7 negres peó · g7 negres peó · h7 negres peó · d6 negres peó · f6 negres cavall · c5 negres peó · d5 blanques peó · e5 negres peó · c4 blanques peó · f3 blanques cavall · a2 blanques peó · b2 blanques peó · e2 blanques peó · f2 blanques peó · g2 blanques peó · h2 blanques peó · a1 blanques torre · b1 blanques cavall · c1 blanques alfil · d1 blanques dama · e1 blanques rei · f1 blanques alfil · h1 blanques torre | a8 negres torre · b8 negres cavall · c8 negres alfil · d8 negres dama · e8 negres rei · f8 negres alfil · h8 negres torre · a7 negres peó · b7 negres peó · f7 negres peó · g7 negres peó · h7 negres peó · d6 negres peó · f6 negres cavall · c5 negres peó · d5 blanques peó · e5 negres peó · c4 blanques peó · f3 blanques cavall · a2 blanques peó · b2 blanques peó · e2 blanques peó · f2 blanques peó · g2 blanques peó · h2 blanques peó · a1 blanques torre · b1 blanques cavall · c1 blanques alfil · d1 blanques dama · e1 blanques rei · f1 blanques alfil · h1 blanques torre | a8 negres torre · b8 negres cavall · c8 negres alfil · d8 negres dama · e8 negres rei · f8 negres alfil · h8 negres torre · a7 negres peó · b7 negres peó · f7 negres peó · g7 negres peó · h7 negres peó · d6 negres peó · f6 negres cavall · c5 negres peó · d5 blanques peó · e5 negres peó · c4 blanques peó · f3 blanques cavall · a2 blanques peó · b2 blanques peó · e2 blanques peó · f2 blanques peó · g2 blanques peó · h2 blanques peó · a1 blanques torre · b1 blanques cavall · c1 blanques alfil · d1 blanques dama · e1 blanques rei · f1 blanques alfil · h1 blanques torre | a8 negres torre · b8 negres cavall · c8 negres alfil · d8 negres dama · e8 negres rei · f8 negres alfil · h8 negres torre · a7 negres peó · b7 negres peó · f7 negres peó · g7 negres peó · h7 negres peó · d6 negres peó · f6 negres cavall · c5 negres peó · d5 blanques peó · e5 negres peó · c4 blanques peó · f3 blanques cavall · a2 blanques peó · b2 blanques peó · e2 blanques peó · f2 blanques peó · g2 blanques peó · h2 blanques peó · a1 blanques torre · b1 blanques cavall · c1 blanques alfil · d1 blanques dama · e1 blanques rei · f1 blanques alfil · h1 blanques torre | a8 negres torre · b8 negres cavall · c8 negres alfil · d8 negres dama · e8 negres rei · f8 negres alfil · h8 negres torre · a7 negres peó · b7 negres peó · f7 negres peó · g7 negres peó · h7 negres peó · d6 negres peó · f6 negres cavall · c5 negres peó · d5 blanques peó · e5 negres peó · c4 blanques peó · f3 blanques cavall · a2 blanques peó · b2 blanques peó · e2 blanques peó · f2 blanques peó · g2 blanques peó · h2 blanques peó · a1 blanques torre · b1 blanques cavall · c1 blanques alfil · d1 blanques dama · e1 blanques rei · f1 blanques alfil · h1 blanques torre | a8 negres torre · b8 negres cavall · c8 negres alfil · d8 negres dama · e8 negres rei · f8 negres alfil · h8 negres torre · a7 negres peó · b7 negres peó · f7 negres peó · g7 negres peó · h7 negres peó · d6 negres peó · f6 negres cavall · c5 negres peó · d5 blanques peó · e5 negres peó · c4 blanques peó · f3 blanques cavall · a2 blanques peó · b2 blanques peó · e2 blanques peó · f2 blanques peó · g2 blanques peó · h2 blanques peó · a1 blanques torre · b1 blanques cavall · c1 blanques alfil · d1 blanques dama · e1 blanques rei · f1 blanques alfil · h1 blanques torre | 8 |
| 7 | a8 negres torre · b8 negres cavall · c8 negres alfil · d8 negres dama · e8 negres rei · f8 negres alfil · h8 negres torre · a7 negres peó · b7 negres peó · f7 negres peó · g7 negres peó · h7 negres peó · d6 negres peó · f6 negres cavall · c5 negres peó · d5 blanques peó · e5 negres peó · c4 blanques peó · f3 blanques cavall · a2 blanques peó · b2 blanques peó · e2 blanques peó · f2 blanques peó · g2 blanques peó · h2 blanques peó · a1 blanques torre · b1 blanques cavall · c1 blanques alfil · d1 blanques dama · e1 blanques rei · f1 blanques alfil · h1 blanques torre | a8 negres torre · b8 negres cavall · c8 negres alfil · d8 negres dama · e8 negres rei · f8 negres alfil · h8 negres torre · a7 negres peó · b7 negres peó · f7 negres peó · g7 negres peó · h7 negres peó · d6 negres peó · f6 negres cavall · c5 negres peó · d5 blanques peó · e5 negres peó · c4 blanques peó · f3 blanques cavall · a2 blanques peó · b2 blanques peó · e2 blanques peó · f2 blanques peó · g2 blanques peó · h2 blanques peó · a1 blanques torre · b1 blanques cavall · c1 blanques alfil · d1 blanques dama · e1 blanques rei · f1 blanques alfil · h1 blanques torre | a8 negres torre · b8 negres cavall · c8 negres alfil · d8 negres dama · e8 negres rei · f8 negres alfil · h8 negres torre · a7 negres peó · b7 negres peó · f7 negres peó · g7 negres peó · h7 negres peó · d6 negres peó · f6 negres cavall · c5 negres peó · d5 blanques peó · e5 negres peó · c4 blanques peó · f3 blanques cavall · a2 blanques peó · b2 blanques peó · e2 blanques peó · f2 blanques peó · g2 blanques peó · h2 blanques peó · a1 blanques torre · b1 blanques cavall · c1 blanques alfil · d1 blanques dama · e1 blanques rei · f1 blanques alfil · h1 blanques torre | a8 negres torre · b8 negres cavall · c8 negres alfil · d8 negres dama · e8 negres rei · f8 negres alfil · h8 negres torre · a7 negres peó · b7 negres peó · f7 negres peó · g7 negres peó · h7 negres peó · d6 negres peó · f6 negres cavall · c5 negres peó · d5 blanques peó · e5 negres peó · c4 blanques peó · f3 blanques cavall · a2 blanques peó · b2 blanques peó · e2 blanques peó · f2 blanques peó · g2 blanques peó · h2 blanques peó · a1 blanques torre · b1 blanques cavall · c1 blanques alfil · d1 blanques dama · e1 blanques rei · f1 blanques alfil · h1 blanques torre | a8 negres torre · b8 negres cavall · c8 negres alfil · d8 negres dama · e8 negres rei · f8 negres alfil · h8 negres torre · a7 negres peó · b7 negres peó · f7 negres peó · g7 negres peó · h7 negres peó · d6 negres peó · f6 negres cavall · c5 negres peó · d5 blanques peó · e5 negres peó · c4 blanques peó · f3 blanques cavall · a2 blanques peó · b2 blanques peó · e2 blanques peó · f2 blanques peó · g2 blanques peó · h2 blanques peó · a1 blanques torre · b1 blanques cavall · c1 blanques alfil · d1 blanques dama · e1 blanques rei · f1 blanques alfil · h1 blanques torre | a8 negres torre · b8 negres cavall · c8 negres alfil · d8 negres dama · e8 negres rei · f8 negres alfil · h8 negres torre · a7 negres peó · b7 negres peó · f7 negres peó · g7 negres peó · h7 negres peó · d6 negres peó · f6 negres cavall · c5 negres peó · d5 blanques peó · e5 negres peó · c4 blanques peó · f3 blanques cavall · a2 blanques peó · b2 blanques peó · e2 blanques peó · f2 blanques peó · g2 blanques peó · h2 blanques peó · a1 blanques torre · b1 blanques cavall · c1 blanques alfil · d1 blanques dama · e1 blanques rei · f1 blanques alfil · h1 blanques torre | a8 negres torre · b8 negres cavall · c8 negres alfil · d8 negres dama · e8 negres rei · f8 negres alfil · h8 negres torre · a7 negres peó · b7 negres peó · f7 negres peó · g7 negres peó · h7 negres peó · d6 negres peó · f6 negres cavall · c5 negres peó · d5 blanques peó · e5 negres peó · c4 blanques peó · f3 blanques cavall · a2 blanques peó · b2 blanques peó · e2 blanques peó · f2 blanques peó · g2 blanques peó · h2 blanques peó · a1 blanques torre · b1 blanques cavall · c1 blanques alfil · d1 blanques dama · e1 blanques rei · f1 blanques alfil · h1 blanques torre | a8 negres torre · b8 negres cavall · c8 negres alfil · d8 negres dama · e8 negres rei · f8 negres alfil · h8 negres torre · a7 negres peó · b7 negres peó · f7 negres peó · g7 negres peó · h7 negres peó · d6 negres peó · f6 negres cavall · c5 negres peó · d5 blanques peó · e5 negres peó · c4 blanques peó · f3 blanques cavall · a2 blanques peó · b2 blanques peó · e2 blanques peó · f2 blanques peó · g2 blanques peó · h2 blanques peó · a1 blanques torre · b1 blanques cavall · c1 blanques alfil · d1 blanques dama · e1 blanques rei · f1 blanques alfil · h1 blanques torre | 7 |
| 6 | a8 negres torre · b8 negres cavall · c8 negres alfil · d8 negres dama · e8 negres rei · f8 negres alfil · h8 negres torre · a7 negres peó · b7 negres peó · f7 negres peó · g7 negres peó · h7 negres peó · d6 negres peó · f6 negres cavall · c5 negres peó · d5 blanques peó · e5 negres peó · c4 blanques peó · f3 blanques cavall · a2 blanques peó · b2 blanques peó · e2 blanques peó · f2 blanques peó · g2 blanques peó · h2 blanques peó · a1 blanques torre · b1 blanques cavall · c1 blanques alfil · d1 blanques dama · e1 blanques rei · f1 blanques alfil · h1 blanques torre | a8 negres torre · b8 negres cavall · c8 negres alfil · d8 negres dama · e8 negres rei · f8 negres alfil · h8 negres torre · a7 negres peó · b7 negres peó · f7 negres peó · g7 negres peó · h7 negres peó · d6 negres peó · f6 negres cavall · c5 negres peó · d5 blanques peó · e5 negres peó · c4 blanques peó · f3 blanques cavall · a2 blanques peó · b2 blanques peó · e2 blanques peó · f2 blanques peó · g2 blanques peó · h2 blanques peó · a1 blanques torre · b1 blanques cavall · c1 blanques alfil · d1 blanques dama · e1 blanques rei · f1 blanques alfil · h1 blanques torre | a8 negres torre · b8 negres cavall · c8 negres alfil · d8 negres dama · e8 negres rei · f8 negres alfil · h8 negres torre · a7 negres peó · b7 negres peó · f7 negres peó · g7 negres peó · h7 negres peó · d6 negres peó · f6 negres cavall · c5 negres peó · d5 blanques peó · e5 negres peó · c4 blanques peó · f3 blanques cavall · a2 blanques peó · b2 blanques peó · e2 blanques peó · f2 blanques peó · g2 blanques peó · h2 blanques peó · a1 blanques torre · b1 blanques cavall · c1 blanques alfil · d1 blanques dama · e1 blanques rei · f1 blanques alfil · h1 blanques torre | a8 negres torre · b8 negres cavall · c8 negres alfil · d8 negres dama · e8 negres rei · f8 negres alfil · h8 negres torre · a7 negres peó · b7 negres peó · f7 negres peó · g7 negres peó · h7 negres peó · d6 negres peó · f6 negres cavall · c5 negres peó · d5 blanques peó · e5 negres peó · c4 blanques peó · f3 blanques cavall · a2 blanques peó · b2 blanques peó · e2 blanques peó · f2 blanques peó · g2 blanques peó · h2 blanques peó · a1 blanques torre · b1 blanques cavall · c1 blanques alfil · d1 blanques dama · e1 blanques rei · f1 blanques alfil · h1 blanques torre | a8 negres torre · b8 negres cavall · c8 negres alfil · d8 negres dama · e8 negres rei · f8 negres alfil · h8 negres torre · a7 negres peó · b7 negres peó · f7 negres peó · g7 negres peó · h7 negres peó · d6 negres peó · f6 negres cavall · c5 negres peó · d5 blanques peó · e5 negres peó · c4 blanques peó · f3 blanques cavall · a2 blanques peó · b2 blanques peó · e2 blanques peó · f2 blanques peó · g2 blanques peó · h2 blanques peó · a1 blanques torre · b1 blanques cavall · c1 blanques alfil · d1 blanques dama · e1 blanques rei · f1 blanques alfil · h1 blanques torre | a8 negres torre · b8 negres cavall · c8 negres alfil · d8 negres dama · e8 negres rei · f8 negres alfil · h8 negres torre · a7 negres peó · b7 negres peó · f7 negres peó · g7 negres peó · h7 negres peó · d6 negres peó · f6 negres cavall · c5 negres peó · d5 blanques peó · e5 negres peó · c4 blanques peó · f3 blanques cavall · a2 blanques peó · b2 blanques peó · e2 blanques peó · f2 blanques peó · g2 blanques peó · h2 blanques peó · a1 blanques torre · b1 blanques cavall · c1 blanques alfil · d1 blanques dama · e1 blanques rei · f1 blanques alfil · h1 blanques torre | a8 negres torre · b8 negres cavall · c8 negres alfil · d8 negres dama · e8 negres rei · f8 negres alfil · h8 negres torre · a7 negres peó · b7 negres peó · f7 negres peó · g7 negres peó · h7 negres peó · d6 negres peó · f6 negres cavall · c5 negres peó · d5 blanques peó · e5 negres peó · c4 blanques peó · f3 blanques cavall · a2 blanques peó · b2 blanques peó · e2 blanques peó · f2 blanques peó · g2 blanques peó · h2 blanques peó · a1 blanques torre · b1 blanques cavall · c1 blanques alfil · d1 blanques dama · e1 blanques rei · f1 blanques alfil · h1 blanques torre | a8 negres torre · b8 negres cavall · c8 negres alfil · d8 negres dama · e8 negres rei · f8 negres alfil · h8 negres torre · a7 negres peó · b7 negres peó · f7 negres peó · g7 negres peó · h7 negres peó · d6 negres peó · f6 negres cavall · c5 negres peó · d5 blanques peó · e5 negres peó · c4 blanques peó · f3 blanques cavall · a2 blanques peó · b2 blanques peó · e2 blanques peó · f2 blanques peó · g2 blanques peó · h2 blanques peó · a1 blanques torre · b1 blanques cavall · c1 blanques alfil · d1 blanques dama · e1 blanques rei · f1 blanques alfil · h1 blanques torre | 6 |
| 5 | a8 negres torre · b8 negres cavall · c8 negres alfil · d8 negres dama · e8 negres rei · f8 negres alfil · h8 negres torre · a7 negres peó · b7 negres peó · f7 negres peó · g7 negres peó · h7 negres peó · d6 negres peó · f6 negres cavall · c5 negres peó · d5 blanques peó · e5 negres peó · c4 blanques peó · f3 blanques cavall · a2 blanques peó · b2 blanques peó · e2 blanques peó · f2 blanques peó · g2 blanques peó · h2 blanques peó · a1 blanques torre · b1 blanques cavall · c1 blanques alfil · d1 blanques dama · e1 blanques rei · f1 blanques alfil · h1 blanques torre | a8 negres torre · b8 negres cavall · c8 negres alfil · d8 negres dama · e8 negres rei · f8 negres alfil · h8 negres torre · a7 negres peó · b7 negres peó · f7 negres peó · g7 negres peó · h7 negres peó · d6 negres peó · f6 negres cavall · c5 negres peó · d5 blanques peó · e5 negres peó · c4 blanques peó · f3 blanques cavall · a2 blanques peó · b2 blanques peó · e2 blanques peó · f2 blanques peó · g2 blanques peó · h2 blanques peó · a1 blanques torre · b1 blanques cavall · c1 blanques alfil · d1 blanques dama · e1 blanques rei · f1 blanques alfil · h1 blanques torre | a8 negres torre · b8 negres cavall · c8 negres alfil · d8 negres dama · e8 negres rei · f8 negres alfil · h8 negres torre · a7 negres peó · b7 negres peó · f7 negres peó · g7 negres peó · h7 negres peó · d6 negres peó · f6 negres cavall · c5 negres peó · d5 blanques peó · e5 negres peó · c4 blanques peó · f3 blanques cavall · a2 blanques peó · b2 blanques peó · e2 blanques peó · f2 blanques peó · g2 blanques peó · h2 blanques peó · a1 blanques torre · b1 blanques cavall · c1 blanques alfil · d1 blanques dama · e1 blanques rei · f1 blanques alfil · h1 blanques torre | a8 negres torre · b8 negres cavall · c8 negres alfil · d8 negres dama · e8 negres rei · f8 negres alfil · h8 negres torre · a7 negres peó · b7 negres peó · f7 negres peó · g7 negres peó · h7 negres peó · d6 negres peó · f6 negres cavall · c5 negres peó · d5 blanques peó · e5 negres peó · c4 blanques peó · f3 blanques cavall · a2 blanques peó · b2 blanques peó · e2 blanques peó · f2 blanques peó · g2 blanques peó · h2 blanques peó · a1 blanques torre · b1 blanques cavall · c1 blanques alfil · d1 blanques dama · e1 blanques rei · f1 blanques alfil · h1 blanques torre | a8 negres torre · b8 negres cavall · c8 negres alfil · d8 negres dama · e8 negres rei · f8 negres alfil · h8 negres torre · a7 negres peó · b7 negres peó · f7 negres peó · g7 negres peó · h7 negres peó · d6 negres peó · f6 negres cavall · c5 negres peó · d5 blanques peó · e5 negres peó · c4 blanques peó · f3 blanques cavall · a2 blanques peó · b2 blanques peó · e2 blanques peó · f2 blanques peó · g2 blanques peó · h2 blanques peó · a1 blanques torre · b1 blanques cavall · c1 blanques alfil · d1 blanques dama · e1 blanques rei · f1 blanques alfil · h1 blanques torre | a8 negres torre · b8 negres cavall · c8 negres alfil · d8 negres dama · e8 negres rei · f8 negres alfil · h8 negres torre · a7 negres peó · b7 negres peó · f7 negres peó · g7 negres peó · h7 negres peó · d6 negres peó · f6 negres cavall · c5 negres peó · d5 blanques peó · e5 negres peó · c4 blanques peó · f3 blanques cavall · a2 blanques peó · b2 blanques peó · e2 blanques peó · f2 blanques peó · g2 blanques peó · h2 blanques peó · a1 blanques torre · b1 blanques cavall · c1 blanques alfil · d1 blanques dama · e1 blanques rei · f1 blanques alfil · h1 blanques torre | a8 negres torre · b8 negres cavall · c8 negres alfil · d8 negres dama · e8 negres rei · f8 negres alfil · h8 negres torre · a7 negres peó · b7 negres peó · f7 negres peó · g7 negres peó · h7 negres peó · d6 negres peó · f6 negres cavall · c5 negres peó · d5 blanques peó · e5 negres peó · c4 blanques peó · f3 blanques cavall · a2 blanques peó · b2 blanques peó · e2 blanques peó · f2 blanques peó · g2 blanques peó · h2 blanques peó · a1 blanques torre · b1 blanques cavall · c1 blanques alfil · d1 blanques dama · e1 blanques rei · f1 blanques alfil · h1 blanques torre | a8 negres torre · b8 negres cavall · c8 negres alfil · d8 negres dama · e8 negres rei · f8 negres alfil · h8 negres torre · a7 negres peó · b7 negres peó · f7 negres peó · g7 negres peó · h7 negres peó · d6 negres peó · f6 negres cavall · c5 negres peó · d5 blanques peó · e5 negres peó · c4 blanques peó · f3 blanques cavall · a2 blanques peó · b2 blanques peó · e2 blanques peó · f2 blanques peó · g2 blanques peó · h2 blanques peó · a1 blanques torre · b1 blanques cavall · c1 blanques alfil · d1 blanques dama · e1 blanques rei · f1 blanques alfil · h1 blanques torre | 5 |
| 4 | a8 negres torre · b8 negres cavall · c8 negres alfil · d8 negres dama · e8 negres rei · f8 negres alfil · h8 negres torre · a7 negres peó · b7 negres peó · f7 negres peó · g7 negres peó · h7 negres peó · d6 negres peó · f6 negres cavall · c5 negres peó · d5 blanques peó · e5 negres peó · c4 blanques peó · f3 blanques cavall · a2 blanques peó · b2 blanques peó · e2 blanques peó · f2 blanques peó · g2 blanques peó · h2 blanques peó · a1 blanques torre · b1 blanques cavall · c1 blanques alfil · d1 blanques dama · e1 blanques rei · f1 blanques alfil · h1 blanques torre | a8 negres torre · b8 negres cavall · c8 negres alfil · d8 negres dama · e8 negres rei · f8 negres alfil · h8 negres torre · a7 negres peó · b7 negres peó · f7 negres peó · g7 negres peó · h7 negres peó · d6 negres peó · f6 negres cavall · c5 negres peó · d5 blanques peó · e5 negres peó · c4 blanques peó · f3 blanques cavall · a2 blanques peó · b2 blanques peó · e2 blanques peó · f2 blanques peó · g2 blanques peó · h2 blanques peó · a1 blanques torre · b1 blanques cavall · c1 blanques alfil · d1 blanques dama · e1 blanques rei · f1 blanques alfil · h1 blanques torre | a8 negres torre · b8 negres cavall · c8 negres alfil · d8 negres dama · e8 negres rei · f8 negres alfil · h8 negres torre · a7 negres peó · b7 negres peó · f7 negres peó · g7 negres peó · h7 negres peó · d6 negres peó · f6 negres cavall · c5 negres peó · d5 blanques peó · e5 negres peó · c4 blanques peó · f3 blanques cavall · a2 blanques peó · b2 blanques peó · e2 blanques peó · f2 blanques peó · g2 blanques peó · h2 blanques peó · a1 blanques torre · b1 blanques cavall · c1 blanques alfil · d1 blanques dama · e1 blanques rei · f1 blanques alfil · h1 blanques torre | a8 negres torre · b8 negres cavall · c8 negres alfil · d8 negres dama · e8 negres rei · f8 negres alfil · h8 negres torre · a7 negres peó · b7 negres peó · f7 negres peó · g7 negres peó · h7 negres peó · d6 negres peó · f6 negres cavall · c5 negres peó · d5 blanques peó · e5 negres peó · c4 blanques peó · f3 blanques cavall · a2 blanques peó · b2 blanques peó · e2 blanques peó · f2 blanques peó · g2 blanques peó · h2 blanques peó · a1 blanques torre · b1 blanques cavall · c1 blanques alfil · d1 blanques dama · e1 blanques rei · f1 blanques alfil · h1 blanques torre | a8 negres torre · b8 negres cavall · c8 negres alfil · d8 negres dama · e8 negres rei · f8 negres alfil · h8 negres torre · a7 negres peó · b7 negres peó · f7 negres peó · g7 negres peó · h7 negres peó · d6 negres peó · f6 negres cavall · c5 negres peó · d5 blanques peó · e5 negres peó · c4 blanques peó · f3 blanques cavall · a2 blanques peó · b2 blanques peó · e2 blanques peó · f2 blanques peó · g2 blanques peó · h2 blanques peó · a1 blanques torre · b1 blanques cavall · c1 blanques alfil · d1 blanques dama · e1 blanques rei · f1 blanques alfil · h1 blanques torre | a8 negres torre · b8 negres cavall · c8 negres alfil · d8 negres dama · e8 negres rei · f8 negres alfil · h8 negres torre · a7 negres peó · b7 negres peó · f7 negres peó · g7 negres peó · h7 negres peó · d6 negres peó · f6 negres cavall · c5 negres peó · d5 blanques peó · e5 negres peó · c4 blanques peó · f3 blanques cavall · a2 blanques peó · b2 blanques peó · e2 blanques peó · f2 blanques peó · g2 blanques peó · h2 blanques peó · a1 blanques torre · b1 blanques cavall · c1 blanques alfil · d1 blanques dama · e1 blanques rei · f1 blanques alfil · h1 blanques torre | a8 negres torre · b8 negres cavall · c8 negres alfil · d8 negres dama · e8 negres rei · f8 negres alfil · h8 negres torre · a7 negres peó · b7 negres peó · f7 negres peó · g7 negres peó · h7 negres peó · d6 negres peó · f6 negres cavall · c5 negres peó · d5 blanques peó · e5 negres peó · c4 blanques peó · f3 blanques cavall · a2 blanques peó · b2 blanques peó · e2 blanques peó · f2 blanques peó · g2 blanques peó · h2 blanques peó · a1 blanques torre · b1 blanques cavall · c1 blanques alfil · d1 blanques dama · e1 blanques rei · f1 blanques alfil · h1 blanques torre | a8 negres torre · b8 negres cavall · c8 negres alfil · d8 negres dama · e8 negres rei · f8 negres alfil · h8 negres torre · a7 negres peó · b7 negres peó · f7 negres peó · g7 negres peó · h7 negres peó · d6 negres peó · f6 negres cavall · c5 negres peó · d5 blanques peó · e5 negres peó · c4 blanques peó · f3 blanques cavall · a2 blanques peó · b2 blanques peó · e2 blanques peó · f2 blanques peó · g2 blanques peó · h2 blanques peó · a1 blanques torre · b1 blanques cavall · c1 blanques alfil · d1 blanques dama · e1 blanques rei · f1 blanques alfil · h1 blanques torre | 4 |
| 3 | a8 negres torre · b8 negres cavall · c8 negres alfil · d8 negres dama · e8 negres rei · f8 negres alfil · h8 negres torre · a7 negres peó · b7 negres peó · f7 negres peó · g7 negres peó · h7 negres peó · d6 negres peó · f6 negres cavall · c5 negres peó · d5 blanques peó · e5 negres peó · c4 blanques peó · f3 blanques cavall · a2 blanques peó · b2 blanques peó · e2 blanques peó · f2 blanques peó · g2 blanques peó · h2 blanques peó · a1 blanques torre · b1 blanques cavall · c1 blanques alfil · d1 blanques dama · e1 blanques rei · f1 blanques alfil · h1 blanques torre | a8 negres torre · b8 negres cavall · c8 negres alfil · d8 negres dama · e8 negres rei · f8 negres alfil · h8 negres torre · a7 negres peó · b7 negres peó · f7 negres peó · g7 negres peó · h7 negres peó · d6 negres peó · f6 negres cavall · c5 negres peó · d5 blanques peó · e5 negres peó · c4 blanques peó · f3 blanques cavall · a2 blanques peó · b2 blanques peó · e2 blanques peó · f2 blanques peó · g2 blanques peó · h2 blanques peó · a1 blanques torre · b1 blanques cavall · c1 blanques alfil · d1 blanques dama · e1 blanques rei · f1 blanques alfil · h1 blanques torre | a8 negres torre · b8 negres cavall · c8 negres alfil · d8 negres dama · e8 negres rei · f8 negres alfil · h8 negres torre · a7 negres peó · b7 negres peó · f7 negres peó · g7 negres peó · h7 negres peó · d6 negres peó · f6 negres cavall · c5 negres peó · d5 blanques peó · e5 negres peó · c4 blanques peó · f3 blanques cavall · a2 blanques peó · b2 blanques peó · e2 blanques peó · f2 blanques peó · g2 blanques peó · h2 blanques peó · a1 blanques torre · b1 blanques cavall · c1 blanques alfil · d1 blanques dama · e1 blanques rei · f1 blanques alfil · h1 blanques torre | a8 negres torre · b8 negres cavall · c8 negres alfil · d8 negres dama · e8 negres rei · f8 negres alfil · h8 negres torre · a7 negres peó · b7 negres peó · f7 negres peó · g7 negres peó · h7 negres peó · d6 negres peó · f6 negres cavall · c5 negres peó · d5 blanques peó · e5 negres peó · c4 blanques peó · f3 blanques cavall · a2 blanques peó · b2 blanques peó · e2 blanques peó · f2 blanques peó · g2 blanques peó · h2 blanques peó · a1 blanques torre · b1 blanques cavall · c1 blanques alfil · d1 blanques dama · e1 blanques rei · f1 blanques alfil · h1 blanques torre | a8 negres torre · b8 negres cavall · c8 negres alfil · d8 negres dama · e8 negres rei · f8 negres alfil · h8 negres torre · a7 negres peó · b7 negres peó · f7 negres peó · g7 negres peó · h7 negres peó · d6 negres peó · f6 negres cavall · c5 negres peó · d5 blanques peó · e5 negres peó · c4 blanques peó · f3 blanques cavall · a2 blanques peó · b2 blanques peó · e2 blanques peó · f2 blanques peó · g2 blanques peó · h2 blanques peó · a1 blanques torre · b1 blanques cavall · c1 blanques alfil · d1 blanques dama · e1 blanques rei · f1 blanques alfil · h1 blanques torre | a8 negres torre · b8 negres cavall · c8 negres alfil · d8 negres dama · e8 negres rei · f8 negres alfil · h8 negres torre · a7 negres peó · b7 negres peó · f7 negres peó · g7 negres peó · h7 negres peó · d6 negres peó · f6 negres cavall · c5 negres peó · d5 blanques peó · e5 negres peó · c4 blanques peó · f3 blanques cavall · a2 blanques peó · b2 blanques peó · e2 blanques peó · f2 blanques peó · g2 blanques peó · h2 blanques peó · a1 blanques torre · b1 blanques cavall · c1 blanques alfil · d1 blanques dama · e1 blanques rei · f1 blanques alfil · h1 blanques torre | a8 negres torre · b8 negres cavall · c8 negres alfil · d8 negres dama · e8 negres rei · f8 negres alfil · h8 negres torre · a7 negres peó · b7 negres peó · f7 negres peó · g7 negres peó · h7 negres peó · d6 negres peó · f6 negres cavall · c5 negres peó · d5 blanques peó · e5 negres peó · c4 blanques peó · f3 blanques cavall · a2 blanques peó · b2 blanques peó · e2 blanques peó · f2 blanques peó · g2 blanques peó · h2 blanques peó · a1 blanques torre · b1 blanques cavall · c1 blanques alfil · d1 blanques dama · e1 blanques rei · f1 blanques alfil · h1 blanques torre | a8 negres torre · b8 negres cavall · c8 negres alfil · d8 negres dama · e8 negres rei · f8 negres alfil · h8 negres torre · a7 negres peó · b7 negres peó · f7 negres peó · g7 negres peó · h7 negres peó · d6 negres peó · f6 negres cavall · c5 negres peó · d5 blanques peó · e5 negres peó · c4 blanques peó · f3 blanques cavall · a2 blanques peó · b2 blanques peó · e2 blanques peó · f2 blanques peó · g2 blanques peó · h2 blanques peó · a1 blanques torre · b1 blanques cavall · c1 blanques alfil · d1 blanques dama · e1 blanques rei · f1 blanques alfil · h1 blanques torre | 3 |
| 2 | a8 negres torre · b8 negres cavall · c8 negres alfil · d8 negres dama · e8 negres rei · f8 negres alfil · h8 negres torre · a7 negres peó · b7 negres peó · f7 negres peó · g7 negres peó · h7 negres peó · d6 negres peó · f6 negres cavall · c5 negres peó · d5 blanques peó · e5 negres peó · c4 blanques peó · f3 blanques cavall · a2 blanques peó · b2 blanques peó · e2 blanques peó · f2 blanques peó · g2 blanques peó · h2 blanques peó · a1 blanques torre · b1 blanques cavall · c1 blanques alfil · d1 blanques dama · e1 blanques rei · f1 blanques alfil · h1 blanques torre | a8 negres torre · b8 negres cavall · c8 negres alfil · d8 negres dama · e8 negres rei · f8 negres alfil · h8 negres torre · a7 negres peó · b7 negres peó · f7 negres peó · g7 negres peó · h7 negres peó · d6 negres peó · f6 negres cavall · c5 negres peó · d5 blanques peó · e5 negres peó · c4 blanques peó · f3 blanques cavall · a2 blanques peó · b2 blanques peó · e2 blanques peó · f2 blanques peó · g2 blanques peó · h2 blanques peó · a1 blanques torre · b1 blanques cavall · c1 blanques alfil · d1 blanques dama · e1 blanques rei · f1 blanques alfil · h1 blanques torre | a8 negres torre · b8 negres cavall · c8 negres alfil · d8 negres dama · e8 negres rei · f8 negres alfil · h8 negres torre · a7 negres peó · b7 negres peó · f7 negres peó · g7 negres peó · h7 negres peó · d6 negres peó · f6 negres cavall · c5 negres peó · d5 blanques peó · e5 negres peó · c4 blanques peó · f3 blanques cavall · a2 blanques peó · b2 blanques peó · e2 blanques peó · f2 blanques peó · g2 blanques peó · h2 blanques peó · a1 blanques torre · b1 blanques cavall · c1 blanques alfil · d1 blanques dama · e1 blanques rei · f1 blanques alfil · h1 blanques torre | a8 negres torre · b8 negres cavall · c8 negres alfil · d8 negres dama · e8 negres rei · f8 negres alfil · h8 negres torre · a7 negres peó · b7 negres peó · f7 negres peó · g7 negres peó · h7 negres peó · d6 negres peó · f6 negres cavall · c5 negres peó · d5 blanques peó · e5 negres peó · c4 blanques peó · f3 blanques cavall · a2 blanques peó · b2 blanques peó · e2 blanques peó · f2 blanques peó · g2 blanques peó · h2 blanques peó · a1 blanques torre · b1 blanques cavall · c1 blanques alfil · d1 blanques dama · e1 blanques rei · f1 blanques alfil · h1 blanques torre | a8 negres torre · b8 negres cavall · c8 negres alfil · d8 negres dama · e8 negres rei · f8 negres alfil · h8 negres torre · a7 negres peó · b7 negres peó · f7 negres peó · g7 negres peó · h7 negres peó · d6 negres peó · f6 negres cavall · c5 negres peó · d5 blanques peó · e5 negres peó · c4 blanques peó · f3 blanques cavall · a2 blanques peó · b2 blanques peó · e2 blanques peó · f2 blanques peó · g2 blanques peó · h2 blanques peó · a1 blanques torre · b1 blanques cavall · c1 blanques alfil · d1 blanques dama · e1 blanques rei · f1 blanques alfil · h1 blanques torre | a8 negres torre · b8 negres cavall · c8 negres alfil · d8 negres dama · e8 negres rei · f8 negres alfil · h8 negres torre · a7 negres peó · b7 negres peó · f7 negres peó · g7 negres peó · h7 negres peó · d6 negres peó · f6 negres cavall · c5 negres peó · d5 blanques peó · e5 negres peó · c4 blanques peó · f3 blanques cavall · a2 blanques peó · b2 blanques peó · e2 blanques peó · f2 blanques peó · g2 blanques peó · h2 blanques peó · a1 blanques torre · b1 blanques cavall · c1 blanques alfil · d1 blanques dama · e1 blanques rei · f1 blanques alfil · h1 blanques torre | a8 negres torre · b8 negres cavall · c8 negres alfil · d8 negres dama · e8 negres rei · f8 negres alfil · h8 negres torre · a7 negres peó · b7 negres peó · f7 negres peó · g7 negres peó · h7 negres peó · d6 negres peó · f6 negres cavall · c5 negres peó · d5 blanques peó · e5 negres peó · c4 blanques peó · f3 blanques cavall · a2 blanques peó · b2 blanques peó · e2 blanques peó · f2 blanques peó · g2 blanques peó · h2 blanques peó · a1 blanques torre · b1 blanques cavall · c1 blanques alfil · d1 blanques dama · e1 blanques rei · f1 blanques alfil · h1 blanques torre | a8 negres torre · b8 negres cavall · c8 negres alfil · d8 negres dama · e8 negres rei · f8 negres alfil · h8 negres torre · a7 negres peó · b7 negres peó · f7 negres peó · g7 negres peó · h7 negres peó · d6 negres peó · f6 negres cavall · c5 negres peó · d5 blanques peó · e5 negres peó · c4 blanques peó · f3 blanques cavall · a2 blanques peó · b2 blanques peó · e2 blanques peó · f2 blanques peó · g2 blanques peó · h2 blanques peó · a1 blanques torre · b1 blanques cavall · c1 blanques alfil · d1 blanques dama · e1 blanques rei · f1 blanques alfil · h1 blanques torre | 2 |
| 1 | a8 negres torre · b8 negres cavall · c8 negres alfil · d8 negres dama · e8 negres rei · f8 negres alfil · h8 negres torre · a7 negres peó · b7 negres peó · f7 negres peó · g7 negres peó · h7 negres peó · d6 negres peó · f6 negres cavall · c5 negres peó · d5 blanques peó · e5 negres peó · c4 blanques peó · f3 blanques cavall · a2 blanques peó · b2 blanques peó · e2 blanques peó · f2 blanques peó · g2 blanques peó · h2 blanques peó · a1 blanques torre · b1 blanques cavall · c1 blanques alfil · d1 blanques dama · e1 blanques rei · f1 blanques alfil · h1 blanques torre | a8 negres torre · b8 negres cavall · c8 negres alfil · d8 negres dama · e8 negres rei · f8 negres alfil · h8 negres torre · a7 negres peó · b7 negres peó · f7 negres peó · g7 negres peó · h7 negres peó · d6 negres peó · f6 negres cavall · c5 negres peó · d5 blanques peó · e5 negres peó · c4 blanques peó · f3 blanques cavall · a2 blanques peó · b2 blanques peó · e2 blanques peó · f2 blanques peó · g2 blanques peó · h2 blanques peó · a1 blanques torre · b1 blanques cavall · c1 blanques alfil · d1 blanques dama · e1 blanques rei · f1 blanques alfil · h1 blanques torre | a8 negres torre · b8 negres cavall · c8 negres alfil · d8 negres dama · e8 negres rei · f8 negres alfil · h8 negres torre · a7 negres peó · b7 negres peó · f7 negres peó · g7 negres peó · h7 negres peó · d6 negres peó · f6 negres cavall · c5 negres peó · d5 blanques peó · e5 negres peó · c4 blanques peó · f3 blanques cavall · a2 blanques peó · b2 blanques peó · e2 blanques peó · f2 blanques peó · g2 blanques peó · h2 blanques peó · a1 blanques torre · b1 blanques cavall · c1 blanques alfil · d1 blanques dama · e1 blanques rei · f1 blanques alfil · h1 blanques torre | a8 negres torre · b8 negres cavall · c8 negres alfil · d8 negres dama · e8 negres rei · f8 negres alfil · h8 negres torre · a7 negres peó · b7 negres peó · f7 negres peó · g7 negres peó · h7 negres peó · d6 negres peó · f6 negres cavall · c5 negres peó · d5 blanques peó · e5 negres peó · c4 blanques peó · f3 blanques cavall · a2 blanques peó · b2 blanques peó · e2 blanques peó · f2 blanques peó · g2 blanques peó · h2 blanques peó · a1 blanques torre · b1 blanques cavall · c1 blanques alfil · d1 blanques dama · e1 blanques rei · f1 blanques alfil · h1 blanques torre | a8 negres torre · b8 negres cavall · c8 negres alfil · d8 negres dama · e8 negres rei · f8 negres alfil · h8 negres torre · a7 negres peó · b7 negres peó · f7 negres peó · g7 negres peó · h7 negres peó · d6 negres peó · f6 negres cavall · c5 negres peó · d5 blanques peó · e5 negres peó · c4 blanques peó · f3 blanques cavall · a2 blanques peó · b2 blanques peó · e2 blanques peó · f2 blanques peó · g2 blanques peó · h2 blanques peó · a1 blanques torre · b1 blanques cavall · c1 blanques alfil · d1 blanques dama · e1 blanques rei · f1 blanques alfil · h1 blanques torre | a8 negres torre · b8 negres cavall · c8 negres alfil · d8 negres dama · e8 negres rei · f8 negres alfil · h8 negres torre · a7 negres peó · b7 negres peó · f7 negres peó · g7 negres peó · h7 negres peó · d6 negres peó · f6 negres cavall · c5 negres peó · d5 blanques peó · e5 negres peó · c4 blanques peó · f3 blanques cavall · a2 blanques peó · b2 blanques peó · e2 blanques peó · f2 blanques peó · g2 blanques peó · h2 blanques peó · a1 blanques torre · b1 blanques cavall · c1 blanques alfil · d1 blanques dama · e1 blanques rei · f1 blanques alfil · h1 blanques torre | a8 negres torre · b8 negres cavall · c8 negres alfil · d8 negres dama · e8 negres rei · f8 negres alfil · h8 negres torre · a7 negres peó · b7 negres peó · f7 negres peó · g7 negres peó · h7 negres peó · d6 negres peó · f6 negres cavall · c5 negres peó · d5 blanques peó · e5 negres peó · c4 blanques peó · f3 blanques cavall · a2 blanques peó · b2 blanques peó · e2 blanques peó · f2 blanques peó · g2 blanques peó · h2 blanques peó · a1 blanques torre · b1 blanques cavall · c1 blanques alfil · d1 blanques dama · e1 blanques rei · f1 blanques alfil · h1 blanques torre | a8 negres torre · b8 negres cavall · c8 negres alfil · d8 negres dama · e8 negres rei · f8 negres alfil · h8 negres torre · a7 negres peó · b7 negres peó · f7 negres peó · g7 negres peó · h7 negres peó · d6 negres peó · f6 negres cavall · c5 negres peó · d5 blanques peó · e5 negres peó · c4 blanques peó · f3 blanques cavall · a2 blanques peó · b2 blanques peó · e2 blanques peó · f2 blanques peó · g2 blanques peó · h2 blanques peó · a1 blanques torre · b1 blanques cavall · c1 blanques alfil · d1 blanques dama · e1 blanques rei · f1 blanques alfil · h1 blanques torre | 1 |
|   | a | b | c | d | e | f | g | h |   |

Hromádka va guanyar el campionat nacional txec en dues ocasions, el 1913 (quan era Campionat d'escacs de Txèquia), i el 1921 (quan era Campionat d'escacs de Txecoslovàquia).
Va participar en la I Olimpíada d'Escacs no oficial de Paris el 1924 on va puntuar 6.5/8 en la lluita per la primera plaça de la Copa de consolació. En la primera fase del torneig, va finalitzar tercer en el Grup 1 de qualificació. En aquesta Olimpíada, Txecoslovàquia hi va guanyar la medalla d'or en la classificació per equips (van puntuar per a l'equip Karel Hromádka, Jan Schulz, Karel Vaněk, i Karel Skalička).
Hromádka va participar també a la I Olimpíada d'Escacs, Londres 1927, on va puntuar +4 =3 -5.
Aconseguí la millor actuació de la seva carrera al torneig de Praga 1927, amb una performance-Elo de 2606

## Contribucions a la teoria dels escacs
En honor seu s'anomena Defensa Hromádka una variant de la defensa Benoni, una activa obertura d'escacs, altrament anomenada Benoni txeca 1.d4 Cf6 2.Nf3 c5 3.d5 d6 4.c4 e5.